# Nathaniel Coe
Nathaniel Coe (Morristown, 6 de septiembre de 1788-Hood River, 17 de octubre de 1868) fue un pionero, político y agricultor fronterizo estadounidense que fundó Hood River, Oregón. Fue considerado un radical por su fuerte oposición a la esclavitud y su apoyo a la legislación progresista en favor de los derechos de la mujer. Coe sirvió en cargos de gobierno municipal, de todos los niveles estatales y ejecutivos, tanto por nombramiento como por elección. Fue elegido para cumplir cuatro mandatos en la Asamblea Estatal de Nueva York. En 1850, Coe rechazó una nominación para servir en el Senado de los Estados Unidos y en su lugar aceptó el nombramiento del presidente Millard Fillmore como Agente Postal Especial para el Noroeste del Pacífico.
Después de establecerse en el Territorio de Oregón, desarrolló la próspera industria frutícola del Valle de Hood River y se desempeñó como el primer presidente del Distrito Escolar del Condado de Hood River.

## Primeros años de vida y familia
Nació el 6 de septiembre de 1788 en Morristown (Nueva Jersey), hijo de Joel y Huldah Coe (de soltera Horton). Coe es el cuarto bisnieto del funcionario público Robert Coe, el funcionario público colonial, y el quinto bisnieto de Barnabas Horton, otro colono que construyó los primeros edificios en Long Island y el progenitor de la familia que fundó Tim Hortons. El monte Coe y elglaciar Coe deben su nombre a su hijo, Henry, quien trazó el mapa de la ciudad. Coe es el bisabuelo de Sidney Howard, el guionista de Lo que el viento se llevó. Su genealogía apareció en un episodio de Who Do You Think You Are? en TLC protagonizada por su tercer bisnieto, el actor Tony Goldwyn.
En 1795, su familia se mudó a Scipio, en la zona rural del norte del estado de Nueva York, donde creció. Coe tuvo una buena educación, estudió en la Academia Aurora en Aurora (condado de Erie, Nueva York), y recibió el título de esquire con un título en derecho. Sirvió en el ejército, alcanzando el rango de capitán, y luchó en la Guerra de 1812. En 1818, regresó con su familia que se había mudado a Nunda (Nueva York).
Coe, que originalmente tenía la intención de convertirse en abogado, se unió al ministerio bautista y viajó por el sur trabajando como agrimensor y en aserraderos. Trabajó como profesor de caligrafía utilizando el sistema lancasteriano en Nueva Orleans durante ocho años.

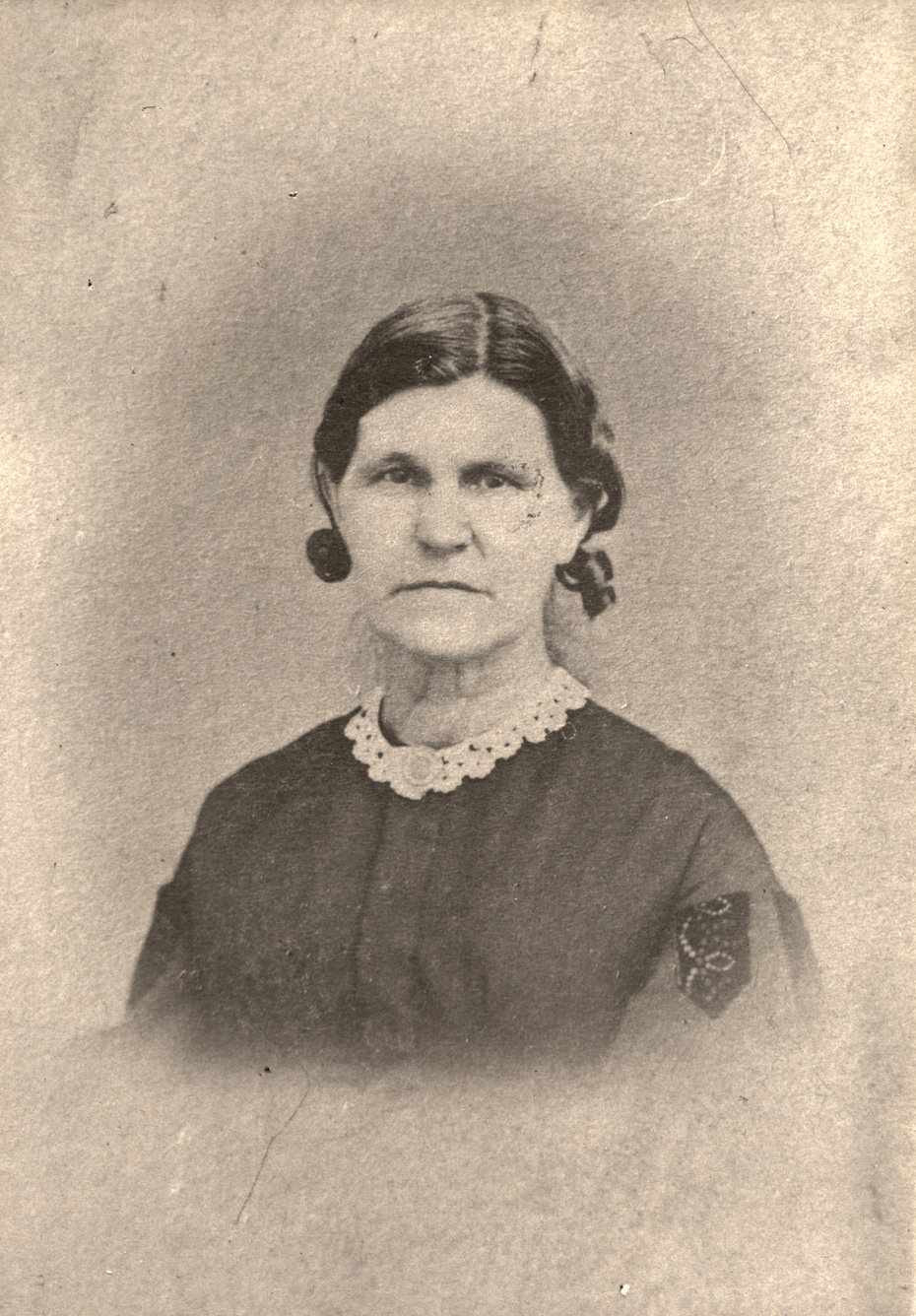
Un retrato de Mary Coe (de soltera White), la esposa de Coe.

En 1828, Coe regresó para establecerse en Nunda, donde más tarde fue nombrado secretario de la aldea. Allí conoció y se casó con Mary White, poeta y estudiosa de literatura. Tuvieron cuatro hijos y dos hijas. Ambas hijas murieron en la infancia en Nunda. Coe fundó una de las primeras iglesias allí en 1819, que se convirtió en el Instituto Literario Nunda en la década de 1840.

## Carrera política
Coe se convirtió en político al servicio del condado de Allegany (Nueva York), con un nombramiento como juez de paz y tres elecciones exitosas para la Asamblea Estatal de Nueva York en 1843, 1844 y 1845. También representó al condado de Livingston (Nueva York), durante un período en la legislatura estatal en 1847. Su política era extremadamente progresista para la época. Fue miembro del Partido Whig y firmemente antiesclavista y luchó por la igualdad de derechos de las mujeres. Muchos de sus compañeros lo consideraban un radical, pero era estimado y respetado.
En la década de 1830, los Coe organizaron una reunión para una «sociedad femenina que apoyaba la pureza moral» —la Sociedad Estadounidense de Reforma Moral Femenina (FMR, por sus siglas en inglés)—, un grupo pionero de defensa de los derechos de la mujer contra la cultura de la violación y la misoginia, considerado como «antiseducción» para proteger a las mujeres. Luego formaron el capítulo Nunda de FMR. En aquella época, los hombres que violaban a mujeres no eran acusados de ningún delito y las víctimas eran consideradas no aptas para el matrimonio y a menudo no tenían más opción que entrar en la industria del sexo como prostitutas. Durante la 71.ª sesión de la Asamblea, Coe presentó el primer proyecto de ley contra la violación, «Una ley para castigar la seducción», que se convirtió en ley el 22 de marzo de 1848. La Ley de Propiedad de las Mujeres Casadas se aprobó el mes siguiente y, unos meses más tarde, en Seneca (Nueva York), las mujeres exigieron el derecho a votar por primera vez.
Coe fue nombrado auditor estatal de Nueva York. En 1850, fue nominado para representar a Nueva York en el Senado de los Estados Unidos, pero declinó. En lugar de ello, aceptó la nominación del presidente Millard Fillmore para servir como Agente Postal Especial para el Noroeste del Pacífico. Coe llegó por primera vez a Oregón en Portland para inspeccionar los ríos Umpqua y Rogue para el Departamento de Correos un año antes del asentamiento de su familia en el valle del río Hood. Había muy pocos caminos y los viajes se hacían mayoritariamente por vías fluviales. El gobierno federal invirtió fuertemente en el desarrollo del Departamento de Correos en la zona por el potencial de crecimiento de las empresas en Oregón y California y la importancia de la entrega oportuna de la correspondencia. Su obra se extendió por todos los territorios de Washington y Oregón hasta el este de las Montañas Rocosas por vía fluvial en el barco de vapor Canemah y a caballo. El Canemah tuvo un accidente fatal cuando un conducto de humos explotó el 8 de agosto de 1853, matando a un pasajero. Se hundió en septiembre del año siguiente, fue dado de baja y llevado a Vancouver. Coe estableció la primera oficina de correos en The Dalles.

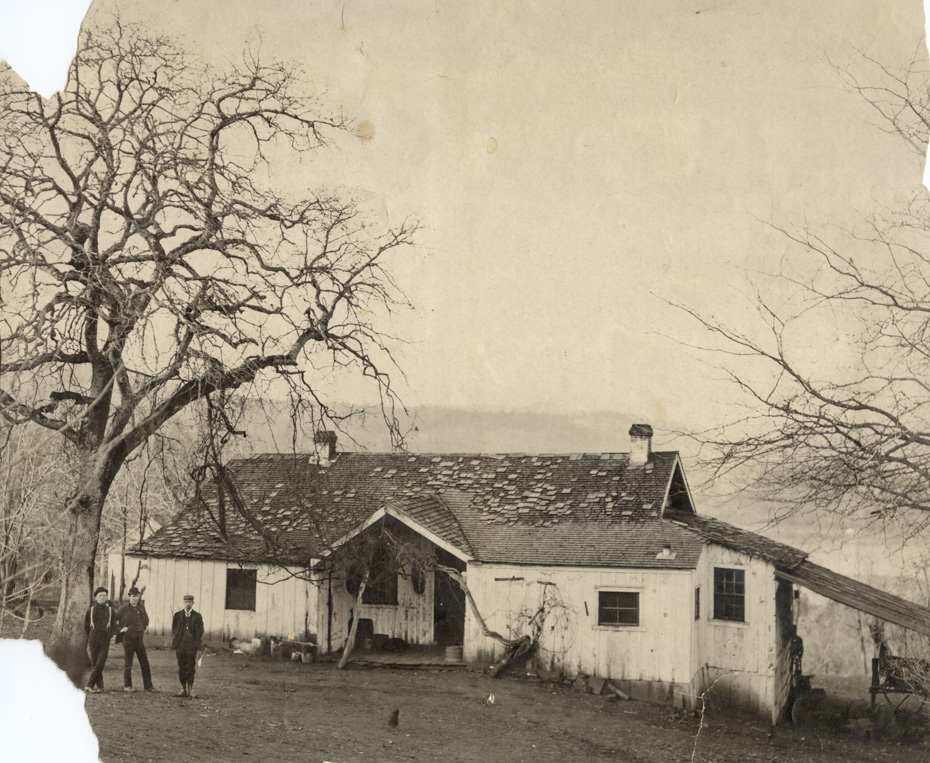
Casa construida por Coe, primer edificio erigido en Hood River (Oregón).

## Fundación de Hood River
En 1853, tras la elección presidencial del demócrata Franklin Pierce, se nombró un agente postal demócrata y Coe y su familia parcelaron y cultivaron el río Hood, donando su concesión de tierras del gobierno para el establecimiento de Hood River. Plantaron los primeros huertos con 300 árboles y arbustos de manzanos, perales, albaricoques, fresas, melocotones y ciruelas. El primer año de cosecha se obtuvieron 1000 libras (450 kg) de melocotones.
Su esposa Mary encabezó una iniciativa para cambiar el nombre del río Dog en Oregón a su nombre actual, Hood River, en honor al cercano Monte Hood, que ella pensaba que era más respetable. El nombre proviene de la expedición de Lewis y Clark, quienes lo llamaron «La Biche», que fue malinterpretado como la palabra inglesa antigua «bicce», un insulto vulgar para referirse a una perra. Otra historia era la de un grupo inicial de exploradores que estaban tan hambrientos de comida que comenzaron a comer perros mientras acamparon allí. Se cambió oficialmente en 1858. El resto del valle adoptó un nombre similar y el éxito del cultivo de frutas condujo a la formación de la Hood River Fruit Growers Union, la primera cooperativa agraria del noroeste del Pacífico. La zona se convirtió en una cuna agrícola cuando se plantó el primer huerto comercial en la década de 1880.
El primer edificio de la ciudad fue la escuela, hoy sede del Hotel Mt. Hood. En 1865, Coe fue el primer presidente del Distrito Escolar del Condado de Hood River y celebró la primera reunión en su casa.

## Tensiones con los Klickitat

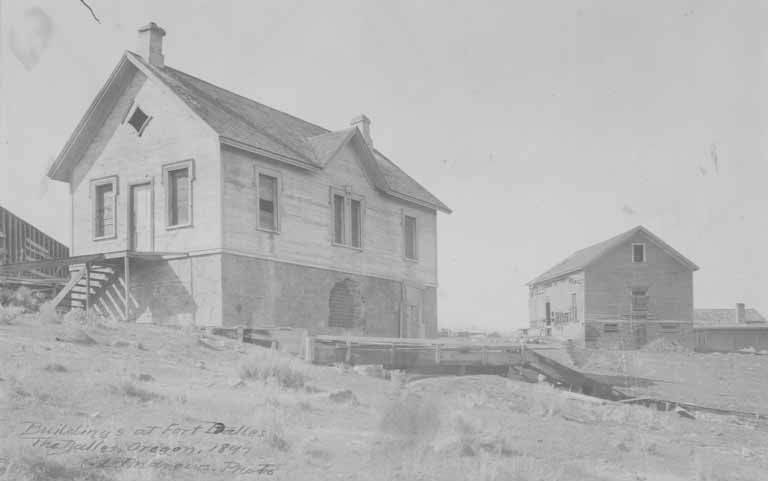
Edificios en Fort Dalles, 1897

A principios del siglo XIX, después de los encuentros de Lewis y Clark, el pueblo Klickitat utilizó su poder numérico para imponer un impuesto a los colonos que pasaban por la aldea de Wishram y finalmente abrieron depósitos para recolectar pieles. Los klickitat eran hábiles y en 1843 habían desarrollado relaciones laborales con los colonos, contratando peones agrícolas y realizando exploraciones en la guerra para tribus hostiles.
En 1850, se aprobó la Ley de Reclamación de Tierras por Donación como incentivo para que los colonos se mudaran al oeste y se establecieran con una donación garantizada de 640 acres (259 ha) por familia. Los nativos fueron desposeídos de sus tierras y empujados hacia reservas para hacer lugar a los colonos. En algunos casos, los Klickitat lucharon por sus derechos territoriales en los tribunales y ganaron. La tribu Tututni del río Rogue se volvió cada vez más hostil. En 1853, un grupo de Klickitat, su jefe Quatley y Joseph Lane celebraron una conferencia con los Tututni en la que se hizo un llamamiento a las armas y Quatley y Lane retuvieron al jefe Tututni como rehén mientras firmaban un acuerdo de paz. El gobierno no defendió los derechos de los nativos a la tierra, incluidos aquellos obtenidos en los tribunales. En 1855, se ordenó a los Klickitat dirigirse al norte del río Columbia y al este de la Cordillera de las Cascadas hasta el este de Washington. Más tarde ese año, se convocó al Consejo de Walla Walla para hacer las paces entre los colonos y las tribus. Los Klickitat se negaron a asistir, pero la firma del jefe Kamiakin en el tratado les hizo perder sus derechos sobre sus tierras.
Las implicaciones del consejo provocaron altas tensiones entre los nativos y los colonos de la zona que dieron lugar a las Guerras del Río Rogue y la Guerra de Yakima. Coe huyó del área con su familia y se unió a los otros colonos y algunos de los Klickitat en Fort Dalles, donde permanecieron hasta que fue seguro regresar al área alrededor de 1859. Murió el 17 de octubre de 1868.